# Roodstaartvliegenvanger
De roodstaartvliegenvanger (Ficedula ruficauda synoniem: Muscicapa ruficauda) is een vogelsoort uit de familie van de Muscicapidae (vliegenvangers).

## Verspreiding en leefgebied
Deze soort komt voor in het zuidelijke deel van Centraal-Azië van Oezbekistan, Tadzjikistan en oostelijk Afghanistan tot noordelijk India en Nepal.